# Маніфест трьохсот сорока трьох
Маніфест трьохсот сорока трьох (фр. Manifeste des 343) — опублікований 5 квітня 1971 року у французькому журналі Le Nouvel Observateur відкритий лист, складений Симоною де Бовуар і підписаний ще 342 жінками з вимогою декриміналізації абортів, на той момент кримінально караних у Франції, і визнанням, що самі робили аборт.
Станом на 1971 рік у Франції діяв закон 1920 року, за яким аборти належали до злочинів, підсудних магістратським судам (tribunal correctionnel), а звичайним покаранням за аборт було від 3 до 4 років ув'язнення (під час режиму Віші аборти могли за певних умов карали навіть смертною карою; після звільнення Франції повернули колишній закон). При цьому у Франції щорічна кількість підпільних абортів оцінювалася щонайменше в 300—400 тис. на рік. Заможні француженки їздили робити аборти за кордон, наприклад, до Великої Британії, де аборти дозволено 1967 року.
Перший абзац маніфесту говорив: «У Франції один мільйон жінок на рік робить аборти. Приречені на секретність, роблять їх у небезпечних умовах, хоча під медичним наглядом це дуже проста процедура. Ми затикаємо роти цим мільйонам жінок. Я заявляю, що я одна з них. Я заявляю, що я робила аборт. Так само, як ми вимагаємо вільного доступу до засобів контрацепції, ми вимагаємо право на аборт».
У найближчому номері сатиричний тижневик Charlie Hebdo опублікував карикатуру Жана Кабю з підписом: «Від кого завагітніли всі 343 шльондри з маніфесту за аборти?» (Qui a engrossé les 343 salopes du manifeste sur l’avortement?), що висміювала політиків-чоловіків; маніфест практично відразу отримав другу назву «Маніфест 343 шльондр» (Manifeste des 343 salopes). У наступні роки у Франції відбулися кілька великих акцій за декриміналізацію абортів, а в лютому 1973 вийшов аналогічний відкритий лист 331 лікаря, які зізнавалися у проведенні підпільних абортів. 1975 року набув чинності закон, який легалізував аборти, також відомий за ім'ям міністерки охорони здоров'я Сімони Вейль.
1972 року американський феміністський журнал Ms. у першому номері опублікував аналогічний лист, підписаний, зокрема, Анаїс Нін, Біллі Джин Кінг та Норою Ефрон. Це сталося за рік до того, як рішенням у справі Ро проти Вейда Верховний суд США легалізував аборти на всій території США.

## Відомі підписантки
- Симона де Бовуар
- Аньєс Варда
- Монік Віттіг
- Марина Владі
- Анна Вяземскі
- Катрін Денев
- Маргеріт Дюрас
- Бернадетт Лафон
- Віолетт Ледюк
- Аріана Мнушкіна
- Жанна Моро
- Брижитт Обер
- Стефан Одран
- Тіна Омон
- Марі-Франс Пізьє
- Мішлін Прель
- Крістіана Рошфор
- Франсуаза Саган
- Дельфін Сейріг
- Надін Трентіньян
- Франсуаза Фабіан
- Бріжит Фонтен
- Антуанетта Фук
- Анн Зеленські